# Gray Media
Gray Media est une entreprise américaine de diffusion de chaînes de télévision.

## Histoire
En juin 2018, Gray Television annonce l'acquisition de Raycom Media pour 3,65 milliards de dollars dont 2,85 milliards en liquidité. Cette acquisition exclue les activités de Raycom Media dans la presse, à savoir sa filiale CNHI, ainsi que ses activités dans la publicité en ligne. Cette acquisition lui permettant d'avoir 142 stations de diffusions pour la télévision.
En mars 2020, Gray Television annonce l'acquisition de Tegna, entreprise issue d'une scission de Gannett de ses activités liées à la télévision et au numérique, pour 8,5 milliards de dollars, dont 3,8 milliards de dollars de dettes.

## Principaux actionnaires
Au 21 avril 2020.
| Darsana Capital Partners             | 8,63% |
| Retraités d'Alzbama                  | 7,69% |
| Dimensional Fund Advisors            | 7,60% |
| Fidelity Management & Research       | 6,06% |
| Capital Research & Management -WI-   | 5,25% |
| The Vanguard Group                   | 4,77% |
| Neuberger Berman Investment Advisers | 3,54% |
| ClearBridge Investments              | 3,52% |
| Keeley-Teton Advisors                | 3,27% |
| Olstein Capital Management           | 2,96% |